# The Sky Is Pink
The Sky Is Pink è un film del 2019 diretto da Shonali Bose. Basato sulla storia d'amore durata 25 anni di una coppia, il racconto è narrato dal punto di vista della loro figlia adolescente, Aisha Chaudhary, a cui è stata diagnosticata la fibrosi polmonare.
Film biografico in lingua hindi, coprodotto da Siddharth Roy Kapur, Ronnie Screwvala e Priyanka Chopra Jonas sotto le etichette RSVP Movies, Roy Kapur Films e Purple Pebble Pictures. Con Priyanka Chopra Jonas, Farhan Akhtar, Zaira Wasim e Rohit Suresh Saraf, il film ha segnato il ritorno di Chopra Jonas dopo una pausa di tre anni da Bollywood.
La lavorazione è iniziata nell'agosto 2018 ed è terminata l'11 marzo 2019. Il film è stato presentato in anteprima al 44º Toronto International Film Festival il 13 settembre 2019 ed è stato distribuito nelle sale cinematografiche in tutto il mondo l'11 ottobre. Il film The Sky Is Pink ha ricevuto recensioni generalmente positive, con particolare apprezzamento per la performance di Chopra Jonas. Tuttavia, a causa dei bassi incassi, il film è stato considerato una bomba al botteghino.

## Trama
Aisha Chaudhary racconta la storia dei suoi genitori, Moose (sua madre) e Panda (suo padre), dall'aldilà. Aditi e Niren Chaudhary sono una giovane coppia proveniente da ambienti diversi: Aditi cresce in un salubre sobborgo di South Delhi, mentre Niren appartiene a una famiglia della classe media con i piedi per terra. La coppia è innamorata e, secondo la narrazione di Aisha, ha "una vita sessuale attiva". Dopo il matrimonio, Aditi rimane incinta della loro prima figlia, Tanya Chaudhary, che però muore pochi mesi dopo la nascita a causa di una grave condizione di immunodeficienza combinata. La piccola Tanya era spesso malata e, mentre Aditi era convinta che si trattasse di un problema serio, Niren lo considerava banale. Niren attribuiva a se stesso la colpa per la negligenza nella cura di Tanya e si incolpava per la sua morte. Mentre Aditi piangeva la perdita della figlia, venne consolata da una suora cattolica e decise di farsi battezzare.
Aditi e Niren hanno un secondo figlio di nome Ishaan. Pochi anni dopo, Aditi dà alla luce il loro terzo figlio, una femmina di nome Aisha. Successivamente scoprono che Aisha soffre delle stesse condizioni mediche di Tanya, cosa che spezza loro il cuore. Dopo che i medici di Delhi hanno rinunciato alle cure per Aisha, la coppia si reca a Londra, dove scopre che la malattia potrebbe essere trattata con un trapianto di midollo osseo, un intervento molto costoso. Niren inizia a lavorare per raccogliere i fondi necessari, chiedendo anche aiuto tramite un crowdfunding promosso da una stazione radio. Dopo diverse settimane, scoprono che molte persone hanno donato denaro per il trattamento di Aisha. L'intervento viene quindi eseguito con successo, ma Aisha resta sotto stretto controllo medico. Aditi decide di restare a Londra, mentre Niren torna in India con la famiglia e il figlio Ishaan. Aditi diventa iperprotettiva nei confronti di Aisha, pulendo l’appartamento e gli oggetti per tenerla lontana da qualsiasi rischio di infezione.
Intanto, Ishaan inizia a sentire la mancanza di sua madre, mentre Niren pensa costantemente ad Aditi e Aisha. Questa situazione inizia a influenzare anche la relazione tra Aditi e Niren, poiché Aditi è sempre impegnata a prendersi cura di Aisha. Passano i mesi, e Niren si reca a Londra per chiedere ad Aditi di tornare in India, affinché la loro relazione non ne risenta. Gli spiega che Aisha è migliorata e che anche in India possono essere effettuate visite mediche occasionali. Aditi risponde che, secondo le raccomandazioni del medico, dovranno vivere a Londra ancora per molto tempo, finché le condizioni di Aisha non saranno ulteriormente migliorate. Di conseguenza, l'intera famiglia si trasferisce definitivamente a Londra, fino alla guarigione di Aisha. Nel frattempo, la carriera di Niren cresce a Londra, porta alla sua ricchezza e la famiglia raggiunge una situazione benestante.
Diversi anni dopo, Aisha si è ripresa dalla sua malattia e Niren e Aditi decidono di tornare in India. Si trasferiscono nella periferia di Delhi e acquistano un bungalow grande e lussuoso. Dopo essere svenuta durante una festa, ad Aisha viene diagnosticata una fibrosi polmonare, un effetto collaterale della chemioterapia cui si era sottoposta. Con la vita di Aisha ormai accorciata, Aditi si impegna a realizzare tutti i suoi sogni, come adottare un animale domestico, esplorare la vita acquatica e scrivere un libro. Man mano che le condizioni di Aisha peggiorano, Aditi diventa sempre più iperprotettiva e stressata, fino a soffrire di un esaurimento psicotico che la porta al ricovero in ospedale. Nonostante ciò, Aditi fa tutto il possibile affinché Aisha possa vedere la prima copia del suo libro prima di morire.
Dopo la morte di Aisha, la relazione tra Aditi e Niren diventa tesa. Pur vivendo insieme, si allontanano e litigano costantemente. Aditi non riesce ad accettare la perdita di Aisha e la cita spesso durante le loro liti. Durante una festa, Niren mostra un video privato realizzato da Aisha sui suoi genitori. Niren desidera che Aditi si trasferisca con lui a Londra, sperando che così possa superare il dolore per Aisha; tuttavia, Aditi trova questa richiesta offensiva, poiché non vuole che i ricordi di Aisha svaniscano, soprattutto quelli legati alla loro casa. Furioso, Niren parte per Londra, mentre Aditi rimane in India. Successivamente, Aditi raggiunge Niren a Londra e i due si riconciliano, decidendo di conservare insieme i ricordi di Aisha.

## Produzione
Le riprese sono iniziate l'8 agosto 2018 a Mumbai , mentre la seconda parte è iniziata il 13 ottobre 2018 a Londra, per poi concludersi il 17 ottobre 2018. Faceva parte del programma di Delhi, che si è concluso nell'ultima settimana di novembre 2018. Le riprese sono terminate l'11 marzo 2019 nelle Isole Andamane. Il video della canzone è stato girato a Mumbai nel giugno del 2019 .

## Colonna sonora
La musica del film è composta da Pritam mentre i testi sono scritti da Gulzar.
1. Dil Hi Toh Hai – 4:40
2. Nadaaniyaan – 3:20
3. Zindagi – 4:18
4. Pink Gulaabi Sky – 4:09
5. Dil Hi Toh Hai (Reprise) – 4:41

Durata totale: 21:08

## Accoglienza

### Incassi
The Sky Is Pink ha incassato ₹ 2,50 crore (circa 278.000 euro) nel giorno di apertura, ₹ 4,00 crore (circa 444.000 euro) il secondo giorno e ₹ 4,20 crore (circa 467.000 euro) il terzo giorno, portando il totale degli incassi della prima settimana in India a ₹ 10,70 crore (circa 1,19 milioni di euro). L’incasso complessivo del film è stato di circa ₹ 15 crore (circa 1,67 milioni di euro).